# Kosor (otok)
Koordinati:   42°54′10″N, 16°45′43″E
Kosor je majhen nenaseljen otoček v Jadranskem morju. Pripada Hrvaški.
Kosor leži okoli 1 km jugozahodno od zaselka Grščica na otoku Korčula. Površina otočka meri 0,051 km². Dolžina obalnega pasu je 1,24 km.
Najvišji vrh je visok 13 mnm.